# Горицы (Кимрский район)
Го́рицы — село в Тверской области России. Входит в Кимрский муниципальный округ.
Находится в 50 километрах к северо-западу от города Кимры, на автодороге Кушалино — Горицы — Кашин — Калязин, здесь к ней примыкает автодорога Дубна — Кимры — Горицы.
Население по переписи 2002 года — 1491 человек, 667 мужчин, 824 женщины. Самый крупный сельский населённый пункт района.
В начале 1980-х годов к селу были присоединены соседние деревни: Наумово (Зевакино) — сейчас Наумовская улица, Каменка (Каменская улица), Колково (Колковская улица) и село Дуброво (Дубровская улица).

## История

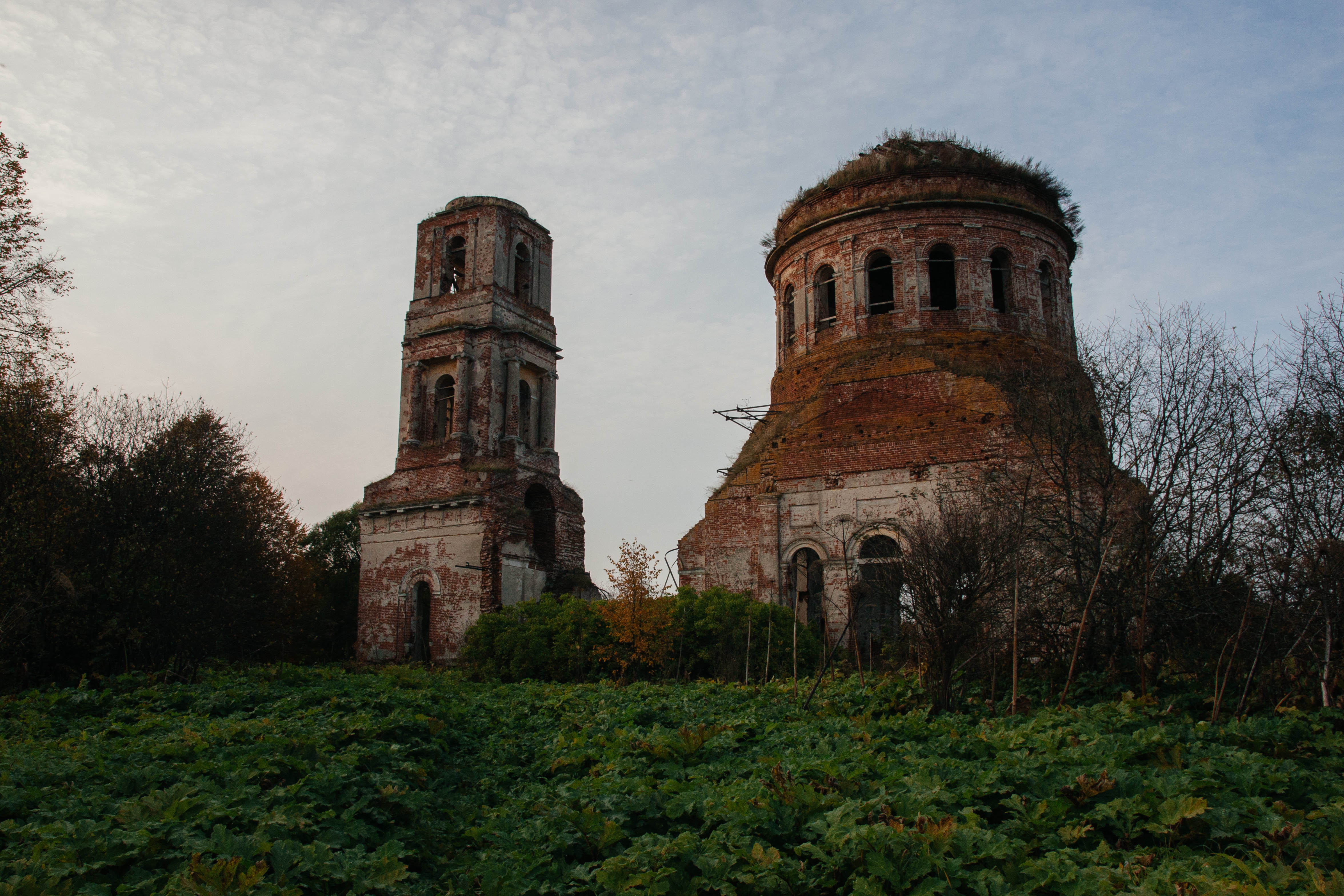
Церковь Спаса Преображения. 2020 год

В 1628 году село с деревнями в вотчине патриарха Филарета, расположено было в Середецком стане Кашинского уезда. В селе деревянная церковь великомученицы Параскевы Пятницы, дворы попа, дьячка, пономаря, просвирницы, приказного человека, двор земского дьячка, скотный двор, семь дворов беспашных бобылей. В 1678 году село принадлежало Дому патриарха Иоакима. В селе церковь Рождества Христова, Живоначальной Троицы и Успения Пресвятой Богородицы, дворы попа, пономаря, просвирницы. В 1795 году построена каменная Христорождественская церковь.
В середине XIX века село Горицы относилось к одноимённому приходу и волости Корчевского уезда Тверской губернии. В 1858 году в Горицах 38 дворов, 376 жителей (в деревнях Колково 27/230, Наумово-Зеваково 25/174, Каменка 13/105; в селе Дуброво 19/148). В 1887 году в Горицах 46 дворов, 351 житель, волостное правление, 2 земские школы (мужская и женская), больница, почтовая станция, валяльное и красильное заведения, 2 сапожные мастерские, 2 кузницы, 3 трактира, бараночная, 11 мелочных, 4 винных и 3 чайных лавок, торговые ряды, 3 ярмарки в год. Были распространены промыслы по обработке волокна и материи (красильный, синильный), валянию тёплой обуви, кузнечному делу. В 1918—1921 годах село центр одноимённой волости и сельсовета Корчевского уезда, в 1922—1925 — Кимрского уезда. По переписи 1920 года в Горицах 108 дворов, 569 жителей.
В 1929 году в составе Кимрского округа Московской области образован Горицкий район с центром в селе Горицы, 23 июля 1930 года он переподчинён непосредственно облисполкому, 29 января 1935 года вошёл в состав Калининской области, упразднён 13 февраля 1963 года.
По переписи 1959 года в райцентре Горицы 1554 жителя (население Горицкого района — 23 452 жителя).
В 1970-80-е годы в Горицах центральная усадьба совхоза «Горицкий».
В 1996 году — 800 хозяйств, 1751 житель.
С 2005 до 2022 года село являлось административным центром Горицкого сельского поселения в Кимрском районе.

## Население
| 1859  | 1887 | 1920 | 1939 | 1959  | 1997  | 2002  |
| ----- | ---- | ---- | ---- | ----- | ----- | ----- |
| 376   | ↘311 | ↗569 | ↗909 | ↗1554 | ↗1751 | ↘1491 |
| 2010  |      |      |      |       |       |       |
| ↘1227 |      |      |      |       |       |       |

## Инфраструктура
- МОУ Горицкая средняя общеобразовательная школа. Образовательный центр
- МДОУ детский сад № 3 «Солнышко»
- Горицкий сельский Дом культуры
- Библиотека (Горицкий сельский филиал районной библиотеки)
- МУ «Горицкая районная больница № 2»
- Горицкий офис ВОП № 1
- Горицкий офис ВОП № 2

## Достопримечательности
- Около церкви Рождества Христова в селе Горицы Корчевского уезда Тверской губернии — в настоящее время Кимрский район Тверской области — похоронен Герой Отечественной войны 1812 года и Заграничных походов генерал-лейтенант Олсуфьев. В советское время храм был полностью разрушен, а склеп Олсуфьева — разорён.
- Развалины Преображенской церкви в бывшем селе Дуброво, построенной в 1852 году (Сама церковь поросла борщевиком).

## Известные люди
- В XVIII веке Горицы были владением помещиков Олсуфьевых. Герой Отечественной войны 1812 года генерал-лейтенант Захар Дмитриевич Олсуфьев родился в Горицах, здесь и похоронен неподалёку от церкви в склепе. Склеп разорён.
- В 1998 году в Горицком роддоме родилась Говоркова Светлана Александровна, позже ставшая победительницей в номинации «Мисс Горицы». Светлана признана самой красивой девушкой на селе.